# ADEXP
ADEXP (pour A.D.EX.P. ou Air traffic services Data EXchange Presentation) est un format spécifié par Eurocontrol pour les échanges entre calculateurs dans la gestion des flux de trafic aérien.

## Format
Son format est basé sur une séquence de champs chacun d’eux étant identifié par un tiret (-) suivi d’un mot-clef (ex. : A.DEP. pour Aérodrome de Départ), un blanc ou espace et une information / spécification (ex. : L.F.P.O.).
Le format ADEXP est conçu pour des machines mais est également lisible par des opérateurs humains. Le champ TITRE (Title, in fine du tableau ci-après) est complété en premier l'ordre des champs le suivant étant indifférent.
Exemples de champs :
| MOTS-CLEFS                                   | DÉFINITIONS |
| -------------------------------------------- | --- |
| ADEP                                         | Indicateur OACI de l'aérodrome de départ (Aerodrom of DEParture) |
| ADES                                         | Indicateur OACI de l'aéroport d'arrivée (Aerodrom of DEStination) |
| ARCID (A R C. ID)                            | Indicateur OACI de l'aéronef (AiRCraft ID) |
| COMMENT                                      | Commentaire |
| CTOT (C.T.O.T.)                              | Heure / temps calculé(e) de décollage (Calculated Time Of Take-Off) |
| EOBD (E.O.B.D.)                              | Date estimée d'un bloc de départ du vol (Estimated Off Bloc Date) |
| EOBT (E.O.B.T.)                              | Heure / temps estimé(e) d'un bloc de départ (Estimated Off Bloc Time) |
| ERRFIELD [Err. Field(s)]                     | Nom ADEXP des champs erronés |
| FAC (FA.C)                                   | Une adresse désignée (cela peut être l'adresse OACI, généralement celle de l'unité ATC) |
| FILTIM [F.I.L Tim(e)]                        | Date ou heure du message d'origine |
| MINLINEUP (MIN. LINE-UP)                     | Temps minimum pour s'aligner (MINimum LINE-UP time) |
| NEWCTOT (New C.T.O.T.)                       | Nouveau temps / nouvelle heure révisé(e) à partir du temps / de l'heure (initialement) calculé(e) de décollage                                                                                        |
| NEWEOBD (New E.O.B.D.)                       | Nouvelle date estimée d'un bloc de départ (si une révision nécessite que le vol s'opère plutôt le jour suivant)                                                                                       |
| NEWEOBT (New E.O.B.T.)                       | Nouvelle heure / temps révisé(e) par rapport au bloc de départ d'abord estimé |
| NEWPTOT (New P.T.-O.T.)                      | Nouveau temps / heure de décollage pré-alloué(e) / prévu(e) |
| NEWRTE (New RouTE ?!)                        | Nouvelle route |
| ORGMSG (ORiGinal MeSsenGing / MesSenginG...) | Référence du message reçu à l'origine |
| PTOT (P.T.-O.T.)                             | Heure de décollage pré allouée (Provisional Take-Off Time) |
| REASON (Raison)                              | Raison ou cause de rejet de message par l'ETFMS / Enhanced Tactical Flow Management System / en français le Système Amélioré de Gestion Tactique des Flux (aériens).                                  |
| REGCAUSE (REGulation CAUSE)                  | Cause de régulation |
| REGUL (REGULation)                           | Identification de régulation voire restriction |
| REJCTOT (REJe(c)t of new C.T.O.T.)           | Rejet d'une nouvelle heure / d'un nouveau temps révisé(e) à partir de celle / celui d'abord calculé(e) de décollage à la suite d'une proposition d'amélioration faite par un CFMU (C.F.M.U. ci-après) |
| RESPBY (RESPonse BY)                         | Heure limite de réponse |
| RRTEREF (RouTE -de- RÉFérence ?)             | Route référence |
| RVR (R.V.R.)                                 | Portée visuelle de piste (Runway Visual Range) |
| SAM (S.A.M.)                                 | Message d'allocation d'un créneau / d'une insertion (Slot Allocation Message), pour décoller ou atterrir                                                                                              |
| TAXITIME (TAXI TIME)                         | Temps de roulage |
| TITLE (Titre)                                | Titre de message |

## Exemple
Exemple de message ADEXP : le message S.A.M. (Slot Allocation Message ci-avant).
Un message SAM est envoyé par l'Enhanced Tactical Flow Management System ou E.T.F.M.S. [Système Amélioré de Gestion Tactique des Flux (aériens) en français], pourvu d'un calculateur CASA (logiciel d'allocation de créneaux appelé C.A.S.A. / Computer Assisted Slot Allocation i.e. d'allocation de créneau assistée par ordinateur) aux A.O. (Aircraft Operators / exploitants d'aéronefs, en général les compagnies aériennes) et à l'A.T.C. (Air Traffic Control / service de contrôle de la circulation aérienne communément appelé contrôle aérien) à la suite d'un dépôt de plan de vol soumis à régulation. Ce message alloue un créneau de décollage à l'aéronef. Le format du message ressemblera à ce qui suit :
- TITLE (of / de) SAM
- ARCID AFR 456
- IFPLID - -11111111
- ADEP LFPG
- ADES EGLL
- EOBD 140110 (14 janvier 2010)
- EOBT 0900 (09H00 / 9 heures)
- CTOT 0930 (09H30 / 9 heures 30 minutes)
- REGUL - - - - - - -
- REGCAUSE - - - -
- TAXITIME - - - - -

## Utilisation
Le format ADEXP est utilisé pour des échanges entre appareils et AO, services de contrôle aérien et CFMU / Central Flow Management Unit (Unité centrale de gestion des flux en français), l'organisme de gestion et d'optimisation des flux de trafic aérien / A.T.F.C.M. (pour Air Traffic Flow and Capacity Management). À l'intérieur de la CFMU les plans de vols sont envoyés audit format ADEXP de l'IFPS (Integrated initial Flight Plan Processing System / système intégré de traitement initial des plans de vol) à l'ETFMS.